# Dendrelaphis bifrenalis
Dendrelaphis bifrenalis  (лат.) — вид змей семейства ужеобразных. Эндемик острова Шри-Ланка.
Общая длина достигает 70—90 см. Голова широкая, уплощённая. Морда длинная, с округлым концом. Ноздри по бокам, округлые. Глаза большие с круглыми зрачками. Туловище цилиндрическое, узкое, стройное с килеватой чешуёй. Хвост цепкий, составляет 1/3 тела змеи.
Окраска спины медного цвета. На голове имеется широкая чёрная полоса. Язык красного цвета. По бокам туловища проходят две жёлтые линии. Брюхо желтовато-зелёной окраски.
Любит низины, леса. Всю жизнь проводит на деревьях. Активен днём. Питается ящерицами, гекконами, древесными лягушками.
Это яйцекладущая змея. Самка в дупла дерева откладывает 5 длинных яиц.